# 에스퍼 (프로게이머)
에스퍼(본명: 김태기, 2000년 1월 12일 ~ )는 대한민국의 리그 오브 레전드 프로게이머로 포지션은 서포터이다. 아이디는 Asper이다.

## 선수 생활
2018년 6월, 한화생명 e스포츠에 입단하면서 프로 커리어를 시작했다.
2019년 5월, Gen.G에 입단했다.
2020시즌을 앞두고 리그 오브 레전드 챌린저스 코리아의 스피어 게이밍으로 이적했다. 스피어 게이밍에서는 주전으로 출전하였다.
2020년 6월, 젠지의 아카데미 팀에 입단했다.
2021시즌을 앞두고 T1의 2군팀에 합류했다. 2022시즌을 앞두고 1군팀으로 콜업되었다. 2022시즌 종료 후 팀에서 퇴단했다.

## 소속팀
| # | 팀명             | 소속 기간             | 소속 리그 | 비고 |
| - | ---------------- | --------------------- | --------- | ---- |
| 1 | 한화생명 e스포츠 | 2018.06~2019.04.15    | LCK       |      |
| 2 | Gen.G            | 2019.05.29~2019.11.18 | LCK       |      |
| 3 | 스피어 게이밍    | 2019.12.09~2020.03.26 | CK        |      |
| 4 | T1               | 2020.12.09~2022.11.18 | LCK       |      |

## 수상 경력
- 로지텍 G 루키 인비테이셔널 2020 우승
- 2022 리그 오브 레전드 챔피언스 코리아 스프링 우승
- 2022 리그 오브 레전드 챔피언스 코리아 서머 준우승